# 大阪市立港スポーツセンター
大阪市立港スポーツセンター（おおさかしりつみなとスポーツセンター）は、大阪市港区の八幡屋公園内にあるスポーツ施設。

## 設備
- 第一体育館
  - バスケットボール：2面
  - バレーボール：2面
  - バドミントン：8面
  - テニス：2面
  - 卓球：16台
- 第二体育館
  - 柔道：2面
  - 剣道：2面
  - バドミントン：3面
  - バレーボール：1面
  - 卓球：6台

## 交通アクセス
- Osaka Metro中央線朝潮橋駅2-B号出口北西400 m